# Santiago Menor
Santiago Menor ou São Tiago Menor (para distingui-lo de Santiago Maior), é referido pelos católicos romanos no Novo Testamento como um irmão do apóstolo Judas e filho de Maria de Alfeu. Alguns estudiosos e especialistas consideram que Santiago Menor, Tiago, o Justo e Tiago, filho de Alfeu são a mesma pessoa.

## Apostolado
Santiago consta da lista dos doze apóstolos, da mesma maneira que Santiago Maior: Mt 10:3, Mc 3:18, Lc 6:15, At 1:13. Também é mencionado quando sua suposta mãe aparece em Mc 15:40, onde lhe é dado o epíteto "o menor" (Almeida RA) ou "o mais jovem" (NVI), dependendo da versão, e em Mt 27:56.
Segundo o Evangelho de São Mateus (1) Jesus escolheu doze companheiros para seus discípulos. Simão (que foi chamado de Pedro) e seu irmão André, Tiago e seu irmão João, Filipe, Bartolomeu, Tomé, Mateus, Tiago, Tadeu, Simão Cananeu e Judas Iscariotes. O próprio Jesus os chamou de apóstolos, em Lucas 6: 13, palavra que em grego significa "enviados" e a eles coube a tarefa de iniciar a evangelização do mundo.

## Ministério e morte
Flávio Josefo em sua obra Antiguidades Judaicas narra que um certo Santiago tomou para si o encargo de dirigir a Igreja de Jerusalém após a partida de Pedro e que participou ativamente do primeiro Concílio da Igreja, que tratava da questão da circuncisão e da pregação do evangelho para os pagãos, evento este que teria ocorrido por volta de 54 d.C.. De fato, tal tradição é reconhecida e confirmada por Eusébio de Cesareia, que narra ter sido este apóstolo o líder da comunidade cristã daquele local por cerca de dezoito anos e que sua conduta piedosa e atuante provocou a fúria dos sacerdotes judeus, em especial o sumo sacerdote Anás II, que instigaram as turbas a trucidarem o apóstolo, apedrejando-o até a morte. Uma tradição relatada por Eusébio de Cesareia, esta menos confiável, nos conta que por não renegar e tampouco amaldiçoar o nome de Jesus foi atirado do Pináculo do Templo e que sobreviveu à queda, sendo consumado seu martírio com uma pá de pisoeiro.